# デイヴィッド・ドノホー

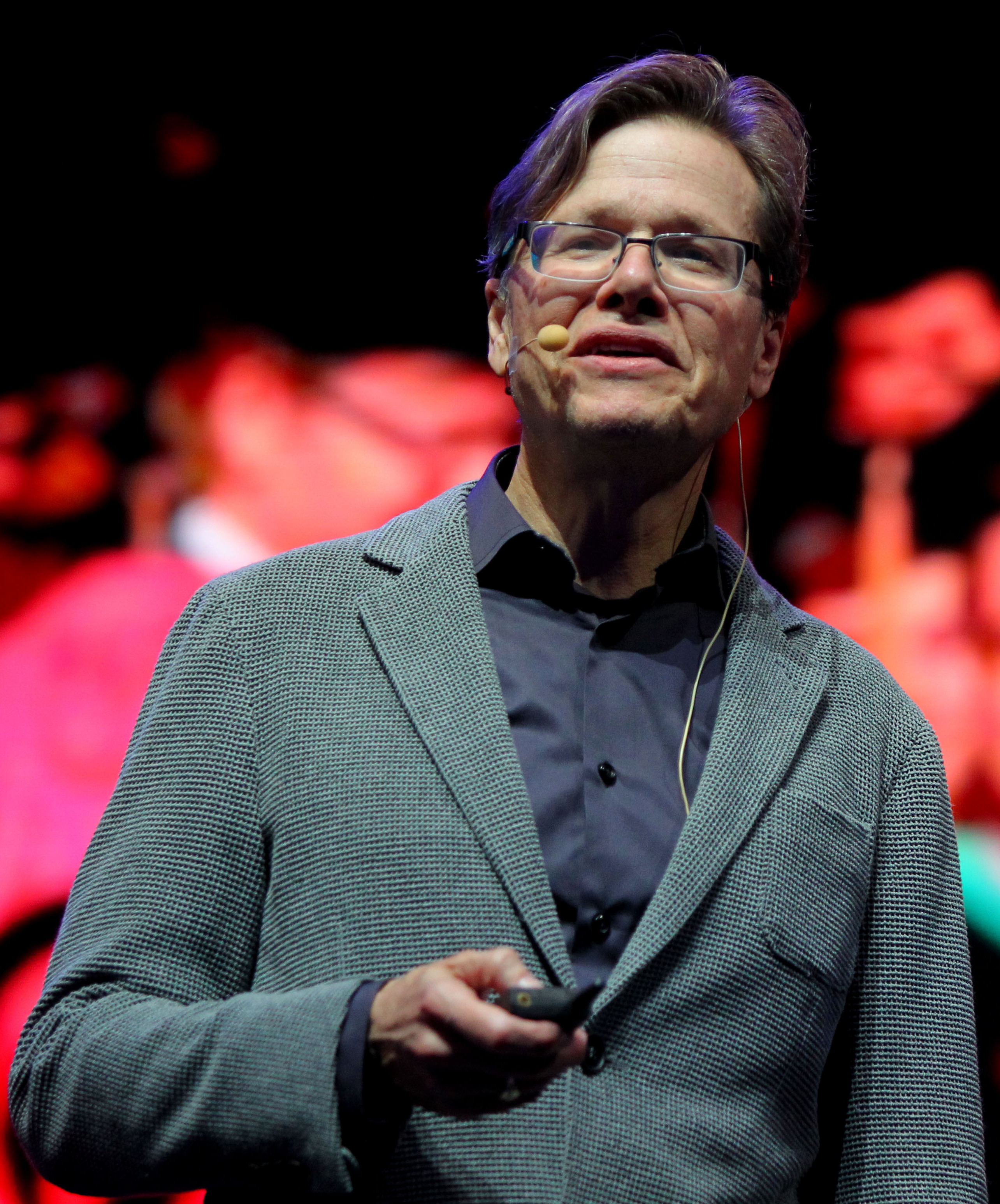
デイヴィッド・ドノホー(2018)

デイヴィッド・ドノホー（David Donoho, 1957年3月5日 - ）は、アメリカ合衆国の統計学者。スタンフォード大学教授。

## 来歴
ロサンゼルス出身。1978年にプリンストン大学を卒業し、1983年にハーバード大学から統計学のPh.D.を取得。1984年カリフォルニア大学バークレー校教授、1990年から現職。その間、パリ大学、テルアビブ大学、シンガポール大学、ライデン大学、ケンブリッジ大学等で客員教授を務めた。

## 受賞歴
- 2010年 - ノーバート・ウィーナー応用数学賞
- 2013年 - ショウ賞数学部門
- 2018年 - ガウス賞
- 2022年 - IEEEジャック・S・キルビー信号処理メダル

## 参照
- Laudatio auf Erhalt des Wiener Preises, Notices AMS April 2010
- Homepage in Stanford
- Seine Seite in der wissenschaftlichen Publikationen-Datenbank Scopus